# Me llevarás en ti
Me llevarás en ti es una película colombiana de 2019 dirigida, escrita y producida por Iván Obando y protagonizada por Carlos Fernández, Géraldine Zivic, Mariana Fernández, Marcela Gutiérrez, Gonzalo Vivanco, Aldemar Correa, Sebastián Gómez y Gisella Zivic.

## Sinopsis
La película relata la historia del empresario Gonzalo Mejía y su romance con la condesa polaca Isolda Pruzinsky. Ambos se conocieron en Roma a comienzos de la década de 1900, y desde entonces el destino los une y los separa en varias etapas de su vida.

## Reparto
- Carlos Fernández es Gonzalo Mejía.
- Aldemar Correa es Eduardo Mejía.
- Gonzalo Vivanco es el capitán Secundino.
- Géraldine Zivic es Isolda Prunzisky.
- Adrián Diaz es Lato.
- María Gaviria es Marichu Mejía.
- Marcela Gutiérrez es Alicia Arango.
- Mariana Fernandez es Isolda Prunzisky.
- Sebastián Gómez es Wenzeslaus.
- Alex Praute es Gregory O'Brian.
- Gisella Zivic es Olga Landowsca.